# Кононовщина
Кононовщина (бел. Конанаўшчына) — деревня в Бурковском сельсовете Брагинского района Гомельской области Белоруссии.

## География

### Расположение
В 23 км на северо-запад от Брагина, 28 км от железнодорожной станции Хойники (на ветке Василевичи — Хойники от линии Калинковичи — Гомель), 139 км от Гомеля.

### Гидрография
На востоке — сеть мелиоративных каналов.

## Транспортная система
Транспортные связи по просёлочной, затем автомобильной дороге Брагин — Хойники. Планировка состоит из чуть изогнутой улицы, ориентированной с юго-востока на северо-запад. Застройка деревянными домами усадебного типа.

## История
По письменным источникам известна с XVIII века. В 1765 году в Речицком повете Минского воеводства ВКЛ. После 2-го раздела Речи Посполитой (1793 год) в составе Российской империи. В 1850 году владение графини Ракицкой. В 1897 году в Микуличской волости Речицкого уезда Минской губернии.
С 8 декабря 1926 года по 30 декабря 1927 года центр Конанаўшчынскага сельсовета Брагинского района Речицкого, с 9 июня 1927 года Гомельского округов. В 1931 году организован колхоз «Верный путь», работала кузница. Во время Великой Отечественной войны фашисты в 1943 году полностью сожгли деревню и убили 9 жителей. В 1959 году в составе колхоза «Красный Октябрь» (центр — деревня Микуличи). Располагались начальная школа, фельдшерско-акушерский пункт, библиотека.
После в 2009 году в составе бурковского сельсовета. 
До 16 декабря 2009 года в составе Микуличского сельсовета.

## Население

### Численность
- 2012 год — 63 хозяйства, 156 жителей.

### Динамика
- 1765 год — 9 дворов.
- 1816 год — 10 дворов, 50 жителей.
- 1850 год — 95 жителей.
- 1859 год — 17 дворов, 88 жителей.
- 1897 год — 27 дворов, 234 жителя (согласно переписи).
- 1909 год — 37 дворов, 235 жителей.
- 1926 год — 61 двор, 323 жителя.
- 1930 год — 72 двора, 367 жителей.
- 1941 год — 70 дворов, 310 жителей.
- 1959 год — 409 жителей (согласно переписи).
- 2002 год — 70 дворов, 198 жителей.
- 2004 год — 65 хозяйств, 176 жителей.